# Борис Сідіс
Борис Сідіс (анг. /ˈsaɪdɪs/; нар. 12 жовтня 1867 — пом. 24 жовтня 1923) — психолог українсько-американського походження, лікарем, психіатром та вивчав філософію освіти. Сідіс заснував Психопатологічний інститут штату Нью-Йорк та Журнал патологічної психології. Він був батьком вундеркінда Вільяма Джеймса Сідіса. Борис Сідіс з часом виступив проти головуючої психології та Зігмунда Фрейда, і з часом так і помер «у вигнанні» з кола психологів. Він був одружений з тіткою по матері Клифтона Фадімана, відомого американського інтелектуала.

## Життя та робота
Народився у Бердичеві, Житомирська область, Україна (тоді Російській імперії) у родині єврейських батьків. Згодом він емігрував у США в 1887 році, щоб уникнути політичного переслідування. Відповідно до травневих законів — так званих Тимчасових правил —, за словами біографа Вільяма Джеймса Сідіса — Емі Воллес, він знаходився в тюрьмі не менше двох років. Позніше він повірив у свою здатність мислити завдяки цьому тривалому одиночному перебування у камері. Його дружина Сара Мандельбаум Сідіс, доктор медицини, та її родина втекла від погромів близько 1889 року.
Борис отримав чотири ступеня в Гарварді (ступінь бакалавра, магістра, доктора філософії та доктора медицини), а також навчався у Вільяма Джеймса. Борис був впливовим вченим на початку 20 століття, відомим піонерською роботою в психопатології (заснувавши Нью-Йоркський державний психопатичний інститут і Журнал аномальної психології), дослідженнями гіпнозу, гіпнотичними станами та груповою психологією. Він також відзначається енергійним застосуванням принципів еволюційної біології до вивчення психології.
Він рішуче виступав проти Першої світової війни, розглядаючи війну як соціальну хворобу і заперечував широко поширену концепцію євгеніки. Він прагнув знайти розуміння того, чому люди поводяться так, як вони роблять, особливо у випадках шаленої манії чи релігійної манії. Опублікувавши в 1922 році свою книгу «Нервові недуги: їхня причина та лікування», він узагальнив значну частину своєї попередньої роботи з діагностики, розуміння та лікування нервових розладів. Він бачив страх як основну причину багатьох психічних страждань та проблемної поведінки.
Сідіс застосував власні психологічні підходи до виховання сина Вільяма Джеймса Сидіса, в якому він хотів просувати високу інтелектуальну спроможність. Його син вважається одним з найрозумніших людей коли-небудь існувавших (коефіцієнт IQ в цілому оцінюється в 250—300, хоча це твердження заперечується). Отримавши багато розголосу за свої подвиги в дитинстві, він прожив ексцентричним життям і помер у відносній невідомості. Сам Борис Сідіс висміював тестування інтелекту як «дурний, педантичний, абсурдний і грубо оманливий».
Він так і помер у науковому вигнанні з психологчного кола прихильників Фрейда, яке він сам і створив.

## Часткова бібліографія
- Психологія навіювання: дослідження підсвідомої природи людини і суспільства (1898)
- Психопатологічні дослідження: дослідження психічної дисоціації (1902)
- Множина особистість: експериментальне дослідження індивідуальності людини (1904)
- Експериментальне дослідження сну (1909)
- Філістимлянин і геній (1911)
- Психологія сміху (1913)
- Основи нормальної та ненормальної психології (1914)
- Симптоматологія, психогноз та діагностика психопатичних захворювань (1914)
- Причинність та лікування психопатичних захворювань (1916)
- Джерело та мета людського прогресу: дослідження з соціальної психології та соціальної патології (1919)
- Нервові недуги: їхня причина і лікування (1922)